# Ольга-Бей (гидроаэропорт)
Гидроаэропорт Ольга-Бей (англ. Olga Bay Seaplane Base), (ИАТА: KOY, FAA LID: KOY) — гражданский гидроаэропорт, расположенный в районе Ольга-Бей (Аляска), США. Гидроаэропорт принадлежит компании Alaska Packers Association.
Деятельность гидроаэропорта субсидируется за счёт средств Федеральной программы США Essential Air Service (EAS) по обеспечению воздушного сообщения между небольшими населёнными пунктами страны.

## Операционная деятельность
Гидроаэропорт Ольга-Бей расположен на высоте уровня моря и эксплуатирует одну взлётно-посадочную полосу:
- ALL/WAY размерами 3048 x 305 метров, предназначенную для обслуживания гидросамолётов.

За период с 31 декабря 2006 года по 31 декабря 2007 года Гидроаэропорт Ольга-Бей обработал 52 операций взлётов и посадок самолётов (в среднем 4 операции в месяц), все рейсы выполнялись маршрутами аэротакси.